# Symphorien Gaillemin
Symphorien Gaillemin, seit 1863 Ordensname von Auguste Gaillemin (* 25. Januar 1839 in Corniéville; † 10. August 1917 in Lérins), war ein französischer römisch-katholischer Geistlicher, Zisterzienserabt, Autor, Herausgeber und Übersetzer.

## Leben und Werk

### Mönch in Sénanque und Lérins
Auguste Gaillemin, geboren in Corniéville bei Commercy (heute Gemeinde Geville), besuchte das Priesterseminar in Verdun. Er trat 1863 in das 1854 von Marie-Bernard Barnouin wiederbesiedelte Zisterzienserkloster Sénanque ein und nahm den Ordensnamen Symphorien an (nach dem heiligen Symphorianus von Autun). 1864 wurde er in Avignon zum Priester geweiht. 1869 legte er die feierliche Profess ab. 1870 war er Geistlicher im Frauenkloster Notre-Dame de Salagon in Mane, 1871 und 1872 Mönch in Lérins, 1873 wenige Monate im Kloster Fontfroide.

### Abt (Prior) in Hautecombe
Im Oktober 1873 wechselte er in das Priorat Hautecombe, wo er 1878 zum Subprior und 1888 zum Prior gewählt wurde. Die Wahl zum Abt von Sénanque lehnte er 1898 ab, um in Hautecombe bleiben zu können. Daraufhin erreichte Erzbischof François Hautin von Chambéry für ihn im Vatikan den Titel eines Abtes des vormaligen Klosters Grandselve. Dank der engen Beziehungen zum Savoyischen Königshaus konnte er sein Kloster vor der Religionsfeindlichkeit der Dritten Republik schützen. 1910 legte er sein Amt nieder und ging zurück nach Lérins, wo er im Alter von 78 Jahren starb.

### Biograph und Zisterzienserforscher
Gaillemin veröffentlichte Biographien von König Karl Felix von Sardinien, dem Restaurator von Hautecombe, von Jean Léonard, dem heiligmäßigen Abt von Fontfroide, und von Louis-Joseph-Gabriel-Anastase Varet, 1841–1895, heiligmäßigem Kanonikus von Chambéry. In der Diskussion um die Trennung des Zisterzienserordens in Allgemeine und Strengere Observanz publizierte er einen statistischen Überblick über alle betroffenen Klöster. Auf die 1892 erfolgte und von ihm zutiefst bedauerte Trennung reagierte er mit einer Zeitschrift unter dem Titel L’Union cistercienne (Die zisterziensische Einheit), die vier Jahre lang erschien (in zwei Bänden, mit insgesamt rund tausend Seiten). Dann musste er sich der Realität beugen.

### Bemerkung zum Namen
Mehrere zeitgenössische Quellen sprechen versehentlich von „Symphorien Guillemin“.

## Werke

### Biographien
- Charles Félix de Savoie. Roi de Sardaigne, restaurateur d’Hautecombe. Sa vie intime par un religieux de cette abbaye. Hautecombe 1881.
- Le Rèvèrendissime Père Dom Marie-Jean Léonard, abbé de Fontfroide, par un Religieux de la Congrégation de Sénanque. Annecy 1895–1896.
- Un homme de bien, M. le chanoine Varet, de la métropole de Chambéry. Essai biographique. Annecy 1897.

### Zisterzienserorden in Geschichte und Gegenwart
- Status generalis abbatiarum, prioratuum, monasteriorum in quibus per universum orbem Deo militant filii aut filiae S. Bernardi anno jubilaeo 1891. Bregenz 1891 = Cistercienser-Chronik 3 (1891), S. 238–249, 270–282, 299–321, 341–354.
- L'Union Cistercienne. Revue historique, biographique, liturgique, ascétique, anecdotique. Hautecombe 1892–1896.
- Manuel des Cérémonies et Coutumes de l’Ordre de Citeaux, avec pratiques propres de la Congrégation de Sénanque. Annecy 1899.
- Constitutions des Cisterciennes de l’Immaculée-Conception. Annecy 1906.
- (Übersetzer) La Règle Cistercienne primitive, telle qu’elle fut pratiquée et enseignée par S. Bernard, entièrement traduite sur le texte du manuscrit-type de Citeaux, au XIIe siècle. Lérins 1906.